# Maksym Chworost
Maksym Wołodymyrowycz Chworost (ukr. Максим Володимирович Хворост, ur. 15 lipca 1982 w Charkowie) – ukraiński szpadzista, czterokrotny medalista mistrzostw świata.
W 1999 roku zdobył srebrne medale indywidualnie wśród kadetów i drużynowo wśród juniorów na mistrzostwach świata juniorów w Keszthely. Na rozgrywanych dwa lata później mistrzostwach świata juniorów w Gdańsku był trzeci indywidualnie.
Podczas mistrzostw świata w Lizbonie w 2002 roku wywalczył indywidualnie srebrny medal. W finale lepszy był Francuz Fabrice Jeannet. Ponadto zdobył drużynowo: brąz na mistrzostwach świata w Lipsku w 2005 roku i mistrzostwach świata w Turynie w 2006 roku oraz złoto na mistrzostwach świata w Moskwie w 2015 roku.
Wystartował na igrzyskach olimpijskich w Atenach w 2004 roku, gdzie drużynowo był piąty, a indywidualnie zajął 24. miejsce. Na rozgrywanych cztery lata później igrzyskach olimpijskich w Pekinie drużynowo był siódmy, a indywidualnie dziewiętnasty. Brał też udział w igrzyskach olimpijskich w Rio de Janeiro w 2016 roku, zajmując drużynowo czwarte miejsce.
Zdobył złoto drużynowo na mistrzostwach Europy w Koblencji w 2001 roku. W tej samej konkurencji zdobył również srebrne medale na mistrzostwach Europy w Zalaegerszeg (2005), mistrzostwach Europy w Lipsku (2010) i mistrzostwach Europy w Tbilisi (2017) oraz brązowe na mistrzostwach Europy w Moskwie (2002), mistrzostwach Europy w Legnano (2012) i mistrzostwach Europy w Toruniu (2016).